# Hóquei sobre a grama nos Jogos Pan-Americanos de 2015 - Feminino
O torneio feminino de hóquei sobre a grama nos Jogos Pan-Americanos de 2015 foi realizado entre 13 e 24 de julho nos Campos Pan e Parapan-Americano. Oito equipes participaram do evento.
A equipe vencedora classificou-se para os Jogos Olímpicos de 2016, no Rio de Janeiro.

## Medalhistas
|  | USA Estados Unidos |  | ARG Argentina |  | CAN Canadá |
|  | Stefanie Fee Melissa Gonzalez Kelsey Kolojejchick Rachel Dawson Michelle Vittese Jill Witmer Julia Reinprecht Emily Wold Katherine Reinprecht Kathleen O'Donnell Michelle Kasold Paige Selenski Katelyn Falgowski Lauren Crandall Alyssa Manley Jaclyn Briggs |  | Belén Succi Macarena Rodríguez Jimena Cedrés Martina Cavallero Delfina Merino Agustina Habif Florencia Habif Rocío Sánchez Moccia Agustina Albertario Luciana Molina Pilar Romang Paula Ortiz Noel Barrionuevo Julia Gomes Fantasia Josefina Sruoga Florencia Mutio |  | Kaitlyn Williams Katherine Gillis Danielle Hennig Thea Culley Hannah Haughn Karli Johansen Abigail Raye Natalie Sourisseau Sara McManus Holly Stewart Amanda Woodcroft Maddie Secco Brienne Stairs Shanlee Johnston Stephanie Norlander Alexandra Thicke |

## Formato
As oito equipes foram divididas em dois grupos de quatro equipes. Cada equipe enfrenta as outras equipes do mesmo grupo, totalizando três jogos. A colocação final das equipes nos grupos determina o emparelhamento das quartas de final, onde o primeiro enfrenta o quarto e o segundo o terceiro. As vencedoras das quartas se classificam as semifinais e as perdedoras para jogos de definição do quinto ao oitavo lugar. Nas semifinais, as vencedoras disputam a final e as perdedoras a medalha de bronze.

## Primeira fase
|  | Equipes classificadas à fase final |

Todas as partidas seguem o fuso horário local (UTC-6).

### Grupo A
| Equipe                   | Pts | J | V | E | D | GP | GC | SG  |
| ------------------------ | --- | - | - | - | - | -- | -- | --- |
| ARG Argentina            | 9   | 3 | 3 | 0 | 0 | 26 | 0  | +26 |
| CAN Canadá               | 6   | 3 | 2 | 0 | 1 | 16 | 6  | +10 |
| MEX México               | 1   | 3 | 0 | 1 | 2 | 1  | 14 | –13 |
| DOM República Dominicana | 1   | 3 | 0 | 1 | 2 | 2  | 25 | –23 |

| 13 de julho 17:00                                                                            |           |        |                                                                                    |
| Argentina                                                                                    | 9 – 0     | México | Campos Pan e Parapan-Americano, Toronto Árbitros: USA Suzi Sutton NZL Aleesha Unka |
| Merino 7', 22' Ortiz 10' Barrionuevo 21', 35' Albertario 24', 26' F. Habif 36' Rodríguez 58' | Relatório |        | Campos Pan e Parapan-Americano, Toronto Árbitros: USA Suzi Sutton NZL Aleesha Unka |

| 13 de julho 19:00                                                                                   |           |                      |                                                                                              |
| Canadá                                                                                              | 12 – 1    | República Dominicana | Campos Pan e Parapan-Americano, Toronto Árbitros: RSA Michelle Joubert MAS Nur Hafizah Azman |
| Norlander 10', 18', 51' Gillis 11', 26', 40' Johansen 14', 43' Secco 22' Hennig 38', 55' Culley 53' | Relatório | Moronta 26'          | Campos Pan e Parapan-Americano, Toronto Árbitros: RSA Michelle Joubert MAS Nur Hafizah Azman |

| 15 de julho 17:00 |           |                      |                                                                                                |
| México            | 1 – 1     | República Dominicana | Campos Pan e Parapan-Americano, Toronto Árbitros: CAN Meghan McLennan ARG Soledad Iparraguirre |
| Sánchez 35'       | Relatório | Oflaherti 26'        | Campos Pan e Parapan-Americano, Toronto Árbitros: CAN Meghan McLennan ARG Soledad Iparraguirre |

| 15 de julho 19:00 |           |                                                                          |                                                                                       |
| Canadá            | 0 – 5     | Argentina                                                                | Campos Pan e Parapan-Americano, Toronto Árbitros: NZL Aleesha Unka TTO Ayanna McClean |
|                   | Relatório | Barrionuevo 8' Gomes Fantasia 24' F. Habif 29' Albertario 38' Merino 51' | Campos Pan e Parapan-Americano, Toronto Árbitros: NZL Aleesha Unka TTO Ayanna McClean |

| 17 de julho 17:00 |           |                      |                                                                                              |
| Argentina | 12 – 0    | República Dominicana | Campos Pan e Parapan-Americano, Toronto Árbitros: CHI Camila Cabargas USA Stephanie Judefind |
| Barrionuevo 4', 12' Albertario 15' Romang 18', 29' Sánchez Moccia 19', 48' Rodríguez 24' Merino 27' Ortiz 31' Gomes Fantasia 32' Molina 59' | Relatório |                      | Campos Pan e Parapan-Americano, Toronto Árbitros: CHI Camila Cabargas USA Stephanie Judefind |

| 17 de julho 19:00 |           |                                         |                                                                                                |
| México            | 0 – 4     | Canadá                                  | Campos Pan e Parapan-Americano, Toronto Árbitros: ARG Verónica Villafañe MAS Nur Hafizah Azman |
|                   | Relatório | Johansen 17' Culley 26' Romang 30', 56' | Campos Pan e Parapan-Americano, Toronto Árbitros: ARG Verónica Villafañe MAS Nur Hafizah Azman |

### Grupo B
| Equipe             | Pts | J | V | E | D | GP | GC | SG  |
| ------------------ | --- | - | - | - | - | -- | -- | --- |
| USA Estados Unidos | 9   | 3 | 3 | 0 | 0 | 19 | 0  | +19 |
| CHI Chile          | 6   | 3 | 2 | 0 | 1 | 10 | 4  | +6  |
| URU Uruguai        | 3   | 3 | 1 | 0 | 2 | 3  | 10 | –7  |
| CUB Cuba           | 0   | 3 | 0 | 0 | 3 | 4  | 22 | –18 |

| 13 de julho 09:00                                                             |           |                 |                                                                                              |
| Chile                                                                         | 7 – 2     | Cuba            | Campos Pan e Parapan-Americano, Toronto Árbitros: CAN Megan Robertson USA Stephanie Judefind |
| D. Caram 6', 16' Villagra 27' García 44' Pizarro 47' Filipek 47' C. Caram 58' | Relatório | Sierra 24', 27' | Campos Pan e Parapan-Americano, Toronto Árbitros: CAN Megan Robertson USA Stephanie Judefind |

| 13 de julho 11:00                                                      |           |         |                                                                                                |
| Estados Unidos                                                         | 5 – 0     | Uruguai | Campos Pan e Parapan-Americano, Toronto Árbitros: ARG Soledad Iparraguirre CHI Camila Cabargas |
| K. Reinprecht 2' Kasold 18' Vittese 28' Falgowski 36' Kolojejchick 56' | Relatório |         | Campos Pan e Parapan-Americano, Toronto Árbitros: ARG Soledad Iparraguirre CHI Camila Cabargas |

| 15 de julho 09:00 |           |                        |                                                                                               |
| Chile             | 0 – 2     | Estados Unidos         | Campos Pan e Parapan-Americano, Toronto Árbitros: ARG Verónica Villafañe RSA Michelle Joubert |
|                   | Relatório | Witmer 7' Selenski 13' | Campos Pan e Parapan-Americano, Toronto Árbitros: ARG Verónica Villafañe RSA Michelle Joubert |

| 15 de julho 11:00                   |           |                   |                                                                                          |
| Uruguai                             | 3 – 2     | Cuba              | Campos Pan e Parapan-Americano, Toronto Árbitros: USA Stephanie Judefind USA Suzi Sutton |
| Barrandeguy 10' Vilar 29' Olave 47' | Relatório | Vera 22' Paso 32' | Campos Pan e Parapan-Americano, Toronto Árbitros: USA Stephanie Judefind USA Suzi Sutton |

| 17 de julho 09:00 |           |      |                                                                                          |
| Estados Unidos | 12 – 0    | Cuba | Campos Pan e Parapan-Americano, Toronto Árbitros: CAN Meghan McLennan TTO Ayanna McClean |
| O'Donnell 2', 25' Selenski 15' Gonzalez 17', 50' Dawson 21' Witmer 27', 54' Vittese 35' K. Reinprecht 36' Falgowski 47' Kasold 48' | Relatório |      | Campos Pan e Parapan-Americano, Toronto Árbitros: CAN Meghan McLennan TTO Ayanna McClean |

| 17 de julho 11:00 |           |                              |                                                                                                |
| Uruguai           | 0 – 3     | Chile                        | Campos Pan e Parapan-Americano, Toronto Árbitros: CAN Megan Robertson ARG Soledad Iparraguirre |
|                   | Relatório | García 6' Urroz 7' Caram 49' | Campos Pan e Parapan-Americano, Toronto Árbitros: CAN Megan Robertson ARG Soledad Iparraguirre |

## Fase final
|  | Quartas-de-final     | Quartas-de-final    |                     |        | Semifinais | Semifinais |  |  | Final               | Final |
|  |                      |                     |                     |        |            |            |  |  |                     |       |
|  | 20 de julho – 09:00  |                     |                     |        |            |            |  |  |                     |       |
|  |                      |                     |                     |        |            |            |  |  |                     |       |
|  | Argentina            | 10                  |                     |        |            |            |  |  |                     |       |
|  | Argentina            | 10                  | 22 de julho – 17:00 |        |            |            |  |  |                     |       |
|  | Cuba                 | 0                   |                     |        |            |            |  |  |                     |       |
|  | Cuba                 | 0                   | Argentina           | 5      |            |            |  |  |                     |       |
|  | 20 de julho – 11:30  |                     | Argentina           | 5      |            |            |  |  |                     |       |
|  |                      | Chile               | 0                   |        |            |            |  |  |                     |       |
|  | Chile                | Chile               | 0                   | 7      |            |            |  |  |                     |       |
|  | Chile                |                     | 24 de julho – 19:30 | 7      |            |            |  |  |                     |       |
|  | México               | 0                   |                     |        |            |            |  |  |                     |       |
|  | México               | 0                   | Argentina           | 1      |            |            |  |  |                     |       |
|  | 20 de julho – 19:30  |                     | Argentina           | 1      |            |            |  |  |                     |       |
|  |                      | Estados Unidos      | 2                   |        |            |            |  |  |                     |       |
|  | Canadá               | Estados Unidos      | 2                   | 2      |            |            |  |  |                     |       |
|  | Canadá               | 22 de julho – 19:30 |                     | 2      |            |            |  |  |                     |       |
|  | Uruguai              | 0                   |                     |        |            |            |  |  |                     |       |
|  | Uruguai              | 0                   | Canadá              | 0      | 3º lugar   | 3º lugar   |  |  |                     |       |
|  | 20 de julho – 17:00  |                     | Canadá              | 0      | 3º lugar   | 3º lugar   |  |  |                     |       |
|  |                      | Estados Unidos      | 3                   |        |            |            |  |  |                     |       |
|  | Estados Unidos       | Estados Unidos      | 3                   | 15     | Chile      | 0          |  |  |                     |       |
|  | Estados Unidos       |                     |                     | 15     | Chile      | 0          |  |  |                     |       |
|  | República Dominicana | 0                   |                     | Canadá | 1          |            |  |  |                     |       |
|  | República Dominicana | 0                   |                     |        | 1          |            |  |  |                     |       |
|  |                      |                     |                     |        |            |            |  |  | 24 de julho – 17:00 |       |
|  |                      |                     |                     |        |            |            |  |  |                     |       |

### Quartas de final
| 20 de julho 09:00                                                                             |           |      |                                                                                       |
| Argentina                                                                                     | 10 – 0    | Cuba | Campos Pan e Parapan-Americano, Toronto Árbitros: USA Suzi Sutton ARG Meghan McLennan |
| Sánchez Moccia 5', 17', 52' Barrionuevo 15', 22', 43', 51' Romang 20' F. Habif 24' Molina 25' | Relatório |      | Campos Pan e Parapan-Americano, Toronto Árbitros: USA Suzi Sutton ARG Meghan McLennan |

| 20 de julho 11:30                                                   |           |        |                                                                                       |
| Chile                                                               | 7 – 0     | México | Campos Pan e Parapan-Americano, Toronto Árbitros: NZL Aleesha Unka TTO Ayanna McClean |
| García 1' Villagra 11' Urroz 24', 34', 44' Vidaurre 37' Venegas 40' | Relatório |        | Campos Pan e Parapan-Americano, Toronto Árbitros: NZL Aleesha Unka TTO Ayanna McClean |

| 20 de julho 17:00 |           |                      |                                                                                              |
| Estados Unidos | 15 – 0    | República Dominicana | Campos Pan e Parapan-Americano, Toronto Árbitros: ARG Verónica Villafañe CAN Megan Robertson |
| Selenski 9' Kasold 15' Kolojejchick 18', 28', 32', 36' Witmer 20', 55' O'Donnell 26', 60' K. Reinprecht 33' Dawson 35' Fee 40' Gonzalez 43' Falgowski 46' | Relatório |                      | Campos Pan e Parapan-Americano, Toronto Árbitros: ARG Verónica Villafañe CAN Megan Robertson |

| 20 de julho 19:30     |           |         |                                                                                            |
| Canadá                | 2 – 0     | Uruguai | Campos Pan e Parapan-Americano, Toronto Árbitros: RSA Michelle Joubert CHI Camila Cabargas |
| Raye 37' Johansen 50' | Relatório |         | Campos Pan e Parapan-Americano, Toronto Árbitros: RSA Michelle Joubert CHI Camila Cabargas |

### Classificação 5º–8º lugar
| 22 de julho 09:00 |           |               |                                                                                             |
| Cuba              | 0 – 1     | México        | Campos Pan e Parapan-Americano, Toronto Árbitros: CHI Camila Cabargas MAS Nur Hafizah Azman |
|                   | Relatório | C. Correa 10' | Campos Pan e Parapan-Americano, Toronto Árbitros: CHI Camila Cabargas MAS Nur Hafizah Azman |

| 22 de julho 11:30                                                   |           |                      |                                                                                              |
| Uruguai                                                             | 7 – 1     | República Dominicana | Campos Pan e Parapan-Americano, Toronto Árbitros: USA Stephanie Judefind CAN Megan Robertson |
| Norbis 13', 20' Casarotti 31' Coates 36' Vilar 48', 50' Stanley 49' | Relatório | Ortega 17'           | Campos Pan e Parapan-Americano, Toronto Árbitros: USA Stephanie Judefind CAN Megan Robertson |

### Semifinais
| 22 de julho 17:00                               |           |       |                                                                                        |
| Argentina                                       | 5 – 0     | Chile | Campos Pan e Parapan-Americano, Toronto Árbitros: RSA Michelle Joubert USA Suzi Sutton |
| Cavallero 6', 8' Albertario 37' Merino 44', 48' | Relatório |       | Campos Pan e Parapan-Americano, Toronto Árbitros: RSA Michelle Joubert USA Suzi Sutton |

| 22 de julho 19:30 |           |                                 |                                                                                                   |
| Canadá            | 0 – 3     | Estados Unidos                  | Campos Pan e Parapan-Americano, Toronto Árbitros: ARG Soledad Iparraguirre ARG Verónica Villafañe |
|                   | Relatório | Kolojejchick 9', 47' Manley 58' | Campos Pan e Parapan-Americano, Toronto Árbitros: ARG Soledad Iparraguirre ARG Verónica Villafañe |

### Disputa pelo 7º lugar
| 24 de julho 09:00 |           |                          |                                                                                                |
| Cuba              | 1 – 2     | República Dominicana     | Campos Pan e Parapan-Americano, Toronto Árbitros: MAS Nur Hafizah Azman ARG Verónica Villafañe |
| Vera 59'          | Relatório | Ortega 19' Oflaherti 34' | Campos Pan e Parapan-Americano, Toronto Árbitros: MAS Nur Hafizah Azman ARG Verónica Villafañe |

### Disputa pelo 5º lugar
| 24 de julho 11:30                                       |           |                                    |                                                                                           |
| México                                                  | 1 – 1     | Uruguai                            | Campos Pan e Parapan-Americano, Toronto Árbitros: CAN Meghan McLennan CAN Megan Robertson |
| Marl. Correa 24'                                        | Relatório | Casarotti 44'                      | Campos Pan e Parapan-Americano, Toronto Árbitros: CAN Meghan McLennan CAN Megan Robertson |
| Penalidades                                             |           |                                    | Campos Pan e Parapan-Americano, Toronto Árbitros: CAN Meghan McLennan CAN Megan Robertson |
| Orozco · Marí. Correa · Marl. Correa · Oviedo · Navarro | 2 – 3     | Vilar · Norbis · Lamberti · Villar | Campos Pan e Parapan-Americano, Toronto Árbitros: CAN Meghan McLennan CAN Megan Robertson |

### Disputa pelo bronze
| 24 de julho 17:00 |           |            |                                                                                          |
| Chile             | 0 – 1     | Canadá     | Campos Pan e Parapan-Americano, Toronto Árbitros: USA Stephanie Judefind USA Suzi Sutton |
|                   | Relatório | Stairs 51' | Campos Pan e Parapan-Americano, Toronto Árbitros: USA Stephanie Judefind USA Suzi Sutton |

### Final
| 24 de julho 19:30 |           |                               |                                                                                       |
| Argentina         | 1 – 2     | Estados Unidos                | Campos Pan e Parapan-Americano, Toronto Árbitros: NZL Aleesha Unka TTO Ayanna McClean |
| F. Habif 58'      | Relatório | K. Reinprecht 34' Vittese 40' | Campos Pan e Parapan-Americano, Toronto Árbitros: NZL Aleesha Unka TTO Ayanna McClean |

## Classificação final
| Pos.              | Equipe                   | Campanha | Campanha | Campanha |
| Pos.              | Equipe                   | V        | E        | D        |
| ----------------- | ------------------------ | -------- | -------- | -------- |
| Medalha de ouro   | USA Estados Unidos       | 6        | 0        | 0        |
| Medalha de prata  | ARG Argentina            | 5        | 0        | 1        |
| Medalha de bronze | CAN Canadá               | 4        | 0        | 2        |
| 4                 | CHI Chile                | 3        | 0        | 3        |
| 5                 | URU Uruguai              | 2        | 1        | 3        |
| 6                 | MEX México               | 1        | 2        | 3        |
| 7                 | DOM República Dominicana | 1        | 1        | 4        |
| 8                 | CUB Cuba                 | 0        | 0        | 6        |